# Where the Day Takes You
Where the Day Takes You es una película de 1992 dirigida por Marc Rocco. La película es la aclamada historia de fugitivos tratando de sobrevivir en las calles de Los Ángeles. La película estuvo nominada para un premio en el Deauville American Film Festival y ganó el Golden Space Needle Award en el Seattle International Film Festival.

## Argumento
King sale de la cárcel donde ha pasado una pequeña temporada y vuelve a la calle para encontrarse de nuevo con la que considera su familia, un grupo de jóvenes con los que vive el día a día. Durante su ausencia todos sus amigos han sucumbido a los peligros de la calle: drogas, prostitución, armas... King conocerá a Heather, su nuevo amor y debe enfrentarse a la dura realidad de la vida.
Primera película de Will Smith, muy aclamada por la crítica en su momento.

## Reparto
- Dermot Mulroney - King
- Sean Astin - Greg
- Balthazar Getty - Little J
- Lara Flynn Boyle - Heather
- Peter Dobson - Tommy Ray
- Ricki Lake - Brenda
- James LeGros - Crasher
- Will Smith - Manny
- Laura San Giacomo - Entrevistador
- Adam Baldwin - Agente Black
- Nancy McKeon - Vikki
- Alyssa Milano - Kimmy
- David Arquette - Rob
- Rachel Ticotin - Agente Landers
- Stephen Tobolowsky - Charles
- Robert Knepper - Cantante de rock
- Christian Slater - Asistente social